# Armapur Estate
Armapur Estate is een census town in het district Kanpur Nagar van de Indiase staat Uttar Pradesh.

## Demografie
Volgens de Indiase volkstelling van 2001 wonen er 20.797 mensen in Armapur Estate, waarvan 54% mannelijk en 46% vrouwelijk is. De plaats heeft een alfabetiseringsgraad van 80%.